# Мануальна терапія
Мануальна терапія, або лікування руками — вид альтернативної медицини, спрямований на лікування кістково-м'язової системи, внутрішніх органів за допомогою дії рук. Від звичайного масажу мануальну терапію відрізняють напрями впливу й дозування сили такого впливу. Практично, мануальна терапія являє собою цілий комплекс механічного, або біомеханічного впливу на вражені тканини й сегменти опорно-рухового апарату. Мануальна терапія не має достовірних доказів клінічної ефективності. 

## Споріднені методики
За кордоном існує також термін «мануальна медицина», який об'єднує всі методики які передбачають лікування руками.
Це зокрема:
- Акупунктура
- Акупресура
- Шіацу
- Рольфінг
- Міофасціальний реліз
- Краніосакральна терапія
- Ручний лімфатичний дренаж
- Лікувальний Масаж
- Вісцеральна терапія
- Кінезіологія
- Система інтегративної кінезітерапії

Та деякі інші.

## Історія методу
Свій початок мануальна терапія бере з народної медицини. В народі широко відомі були костоправи, які виконували роботу, якою займаються сучасні травматологи й мануальні терапевти.
Окрім костоправів на мануальну терапію вплив мали школи остеопатів, заснована Ендрю Стілом та хіропрактерів, заснована Даніелем Девідом Палмером (Daniel David Palmer).
В радянський час мануальна терапія по-перше була маловідома, а по-друге, її використання не віталося аж до 1980-х років.
На даний час мануальній терапії навчають в КМАПО (Національній медичній академії післядипломної освіти імені П. Л. Шупика)